# Базиліка Внебовзяття Пресвятої Діви Марії та святого Андрія (Фромборк)
Базиліка Внебовзяття Пресвятої Діви Марії та святого Андрія (пол. Bazylika Archikatedralna Wniebowzięcia Najświętszej Maryi Panny i św. Andrzeja Apostoła) у Фромборку — римо-католицький храм, дієцезіальний собор у польському місті Фромборку Браневського повіту Вармінсько-Мазурського воєводства, усипальниця польсько-німецького вченого і мислителя Миколая Коперника.

## Опис та історія храму
Після потрясінь від завойовників у період до 1280 року економічне становище у Вармійському краї швидко стабілізувалось, відтак усередині XIV століття за єдиним планом у Фромборку (Фрауенбурґу/нім. Frauenburg) було здійснено будівництво міцного бургу й власне католицького собору. Кафедральний собор Успіння Богородиці та Святого Апостола Андрія зводився у 1329—88 роки, й велична готична церква завдовжки 99 м до сьогодні зберегла своє архітектурне обличчя в основному в первісному стані.
Собор будували у три етапи:
1. У 1329—42 роки були зведені прямі, закриті хори, притаманні західно-європейським архітектурним формам кінця ХІІІ століття, що забезпечили елегантний інтер'єр, знов таки характерний для класичних готичних взірців засобом створення зірчастого склепіння.
2. Тригранна нава (архітектура) (бл. 1355—80) промовляє також про відданість класичним готичним взірцям.
3. Зведення собору було завершено будівництвом багато оздобленого проходу (бл. 1380—88), що закінчується масивним порталом з ґотландського вапняку, оздоблений скульптурами святих на архівольтах.

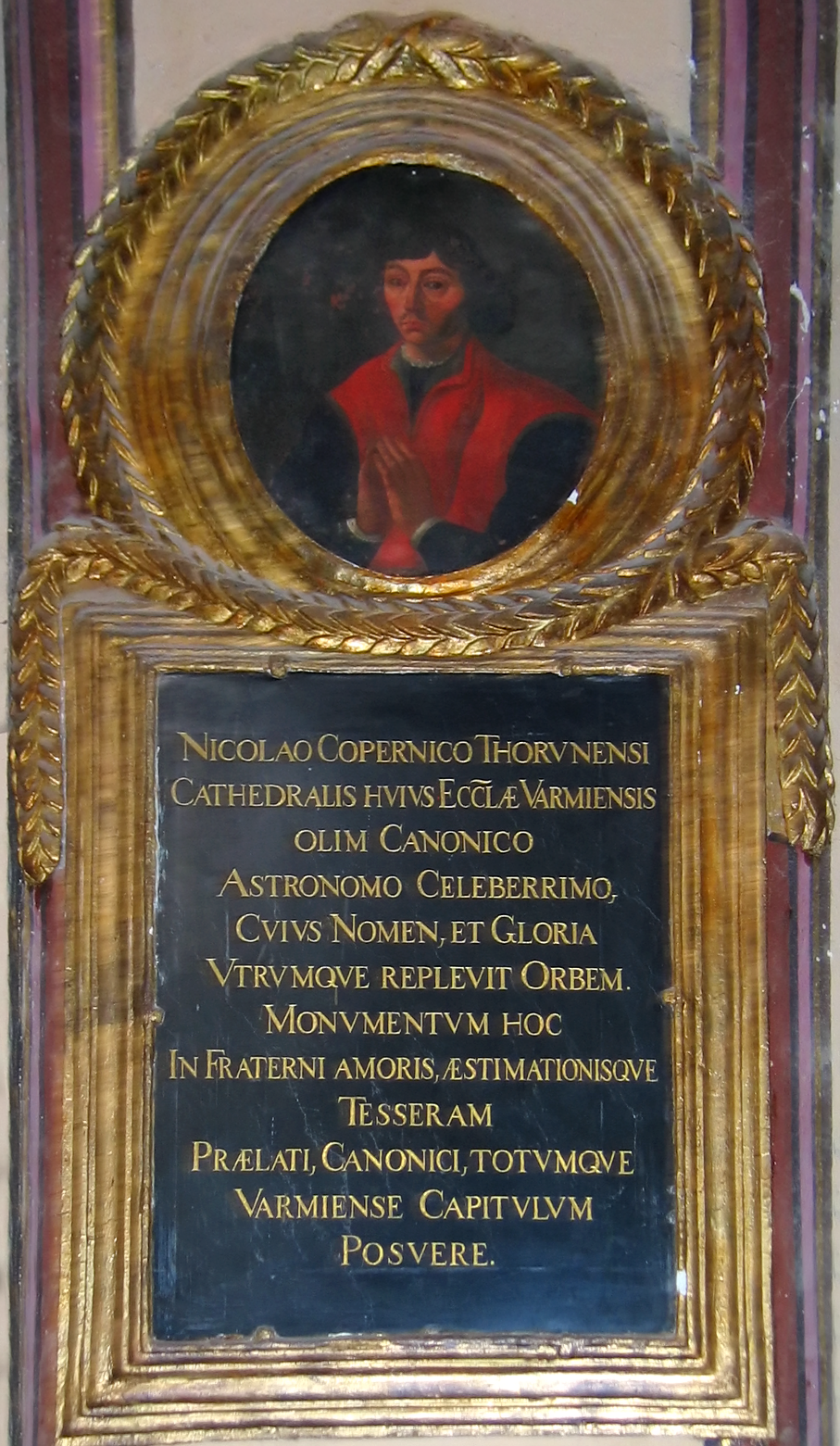
Епітафія Коперника

Як і деякі інші храми (дієцезіальні собори в Сандомирі та Варшаві) катедра у Фромборку не має великої вежі, натомість у нього по кутах чотири невеликі башточки. Західний фронтон прикрашений монументальною високою аркадою, що не є типовою для культових споруд цього регіону.
Інтер'єр собору у теперішній час, по тому, як у XV-му столітті поляками і у XVII-му шведами був пограбований, є бароковим.
Значну цінність являє костьольний орга́н, виконаний майстром із Гданська Даніелем Нітровським (Daniel Nitrowski) 1682 року, він заслужено користується світовою популярністю — у наш час тут відбувається щорічний міжнародний літній фестиваль органної музики.
З часу пізнього Середньовіччя зберігся і колишній соборний вівтар, виконаний на замовлення єпископа Лукаса Ватценроде (Lucas Watzenrode) в одній з торунських майстерень, і тепер розміщений у північному притворі нави.
Базиліка у Фромборку знаменита тим, що 1543 року в одному з її бічних вівтарів поховали великого вченого і мислителя Миколая Коперника.

## Галерея

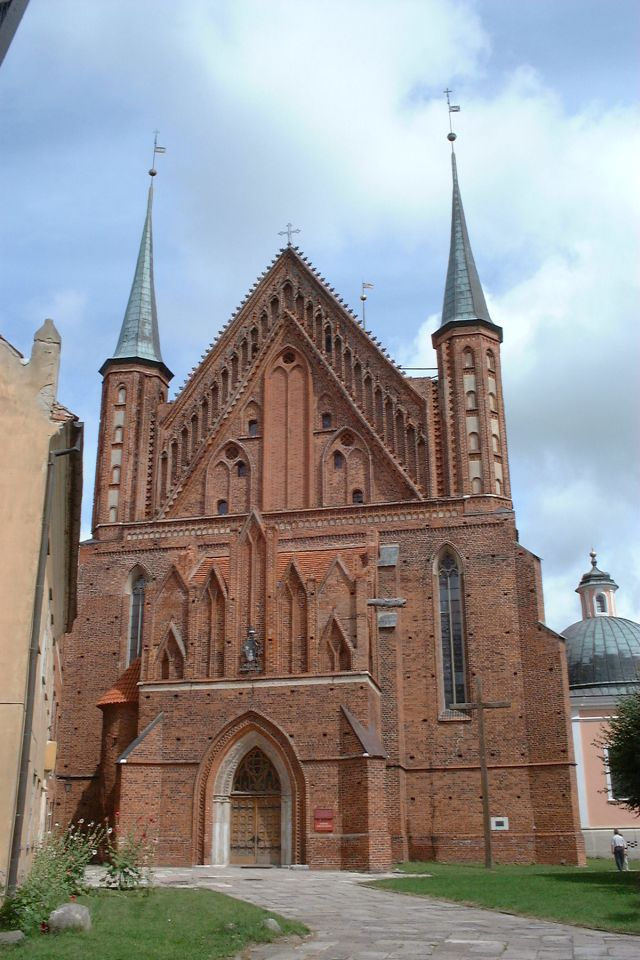
Центральний фасад катедри
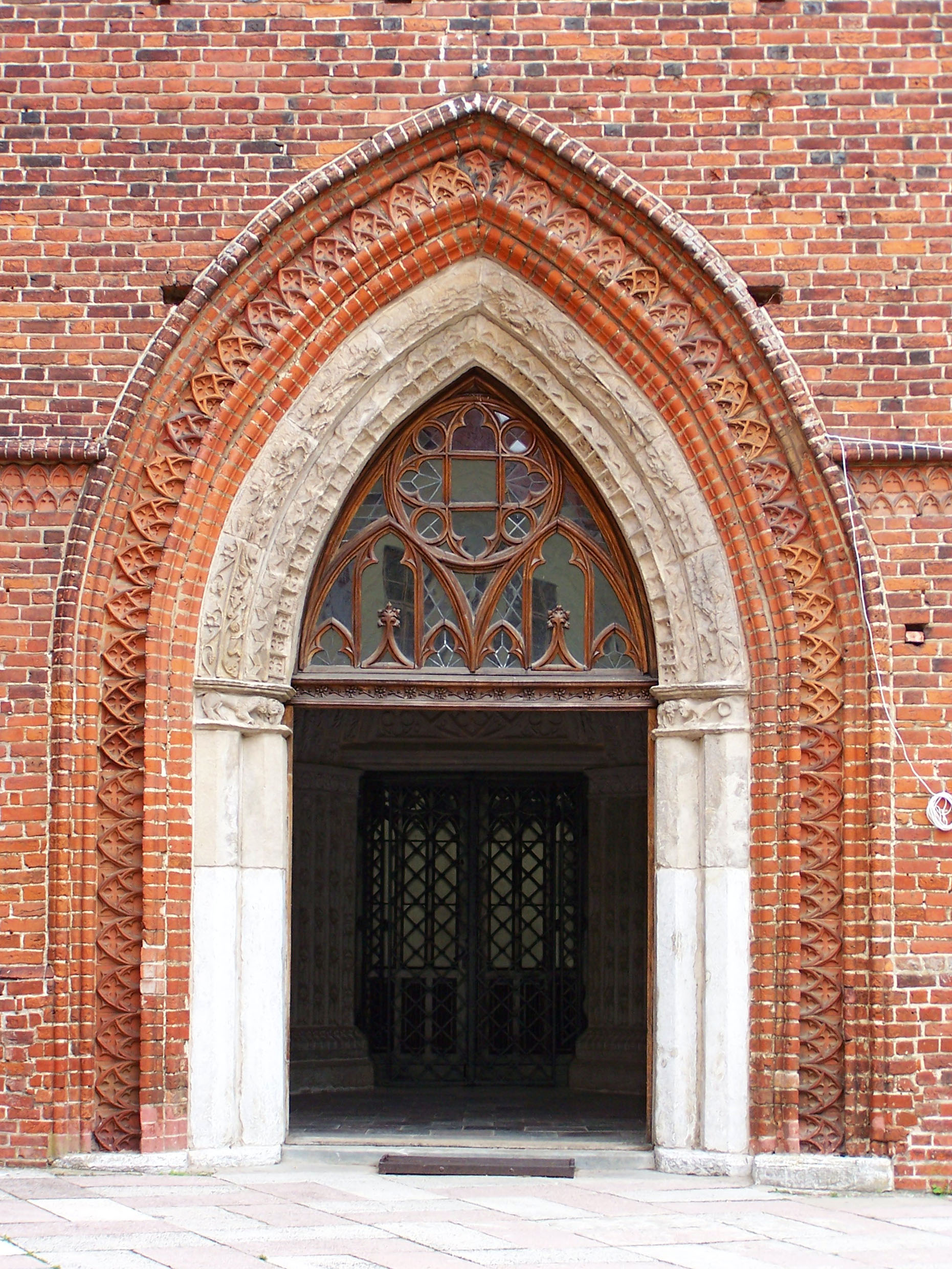
Портал собору
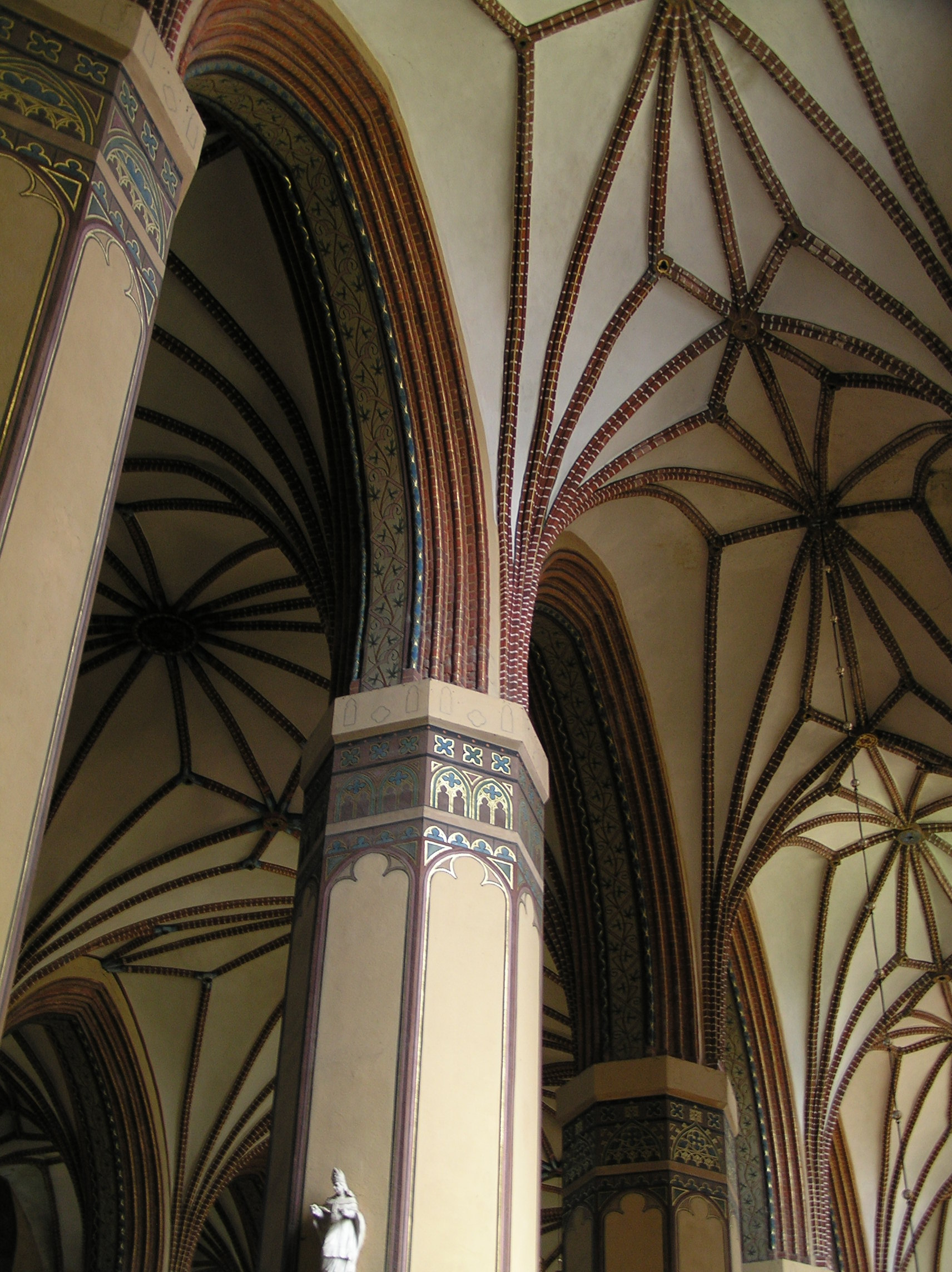
Фрагмент склепіння
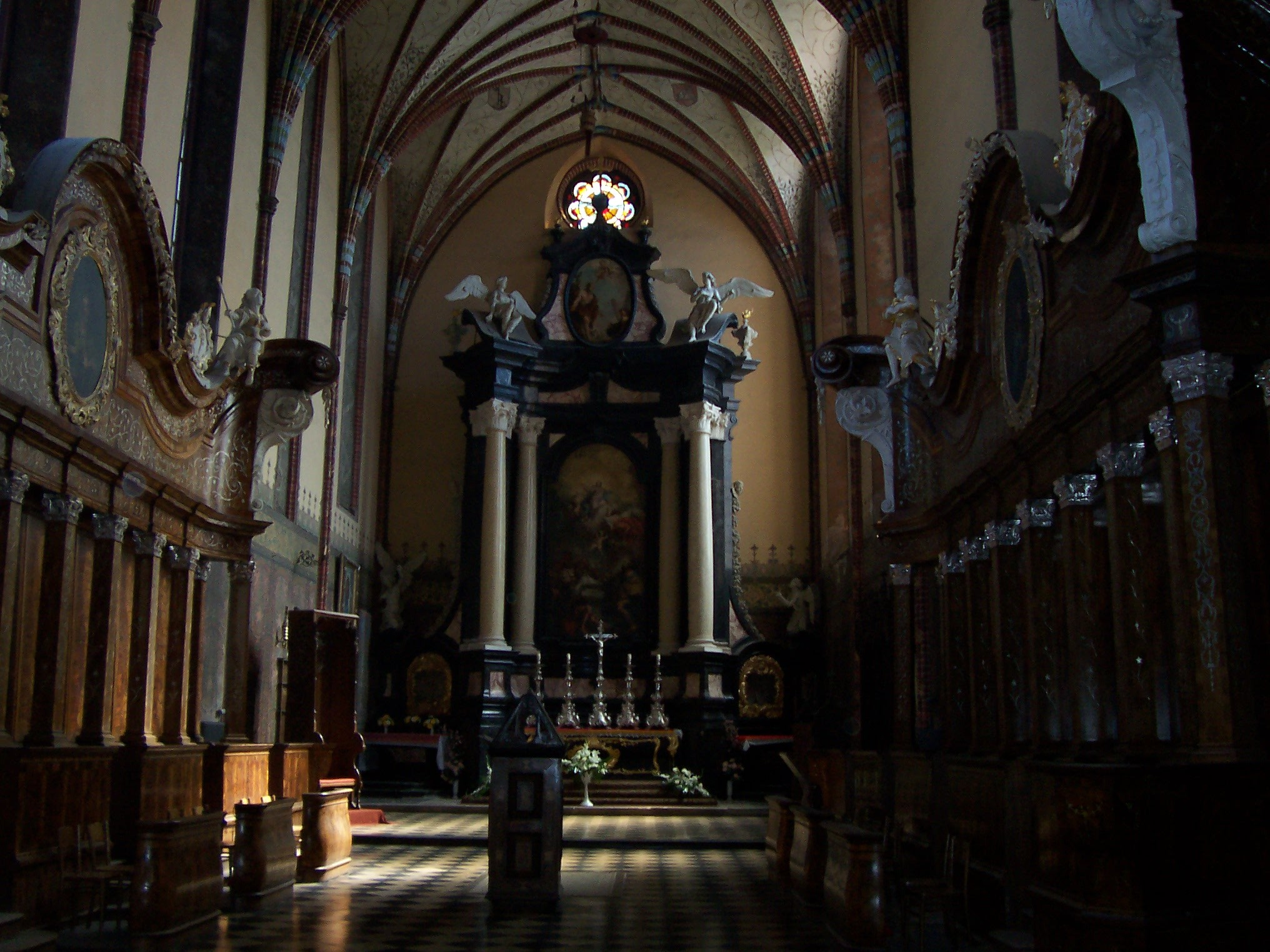
Інтер'єр собору